# Janusz Wojcieszak (fotograf)
Janusz Wojcieszak (ur. w 1950) – polski artysta fotograf, uhonorowany tytułem Artiste FIAP (AFIAP) oraz Excellence FIAP (EFIAP). Członek nadzwyczajny Fotoklubu Rzeczypospolitej Polskiej. Członek Okręgu Śląskiego Związku Polskich Artystów Fotografików. Członek Okręgu Śląskiego Związku Polskich Fotografów Przyrody.

## Działalność
Janusz Wojcieszak mieszka i pracuje w Mysłowicach, fotografuje od 1965 roku. W latach 70. XX wieku współpracował z czasopismami studenckimi (technicznymi), jako fotoreporter. Głównie fotografuje krajobraz, pejzaż, przyrodę, architekturę. Jest współorganizatorem i uczestnikiem wielu (głównie przyrodniczych) plenerów fotograficznych. W 2007 roku został przyjęty w poczet członków Związku Polskich Fotografów Przyrody (legitymacja nr 3024), gdzie obecnie jest członkiem Komisji Rewizyjnej Okręgu Śląskiego. W 2016 roku został członkiem Okręgu Śląskiego Związku Polskich Artystów Fotografików (legitymacja nr 1166).  
Janusz Wojcieszak jest autorem i współautorem wielu wystaw fotograficznych; indywidualnych, zbiorowych, poplenerowych, pokonkursowych. Brał aktywny udział w Międzynarodowych Salonach Fotograficznych, (m.in.) organizowanych pod patronatem FIAP, zdobywając wiele medali, nagród, wyróżnień, dyplomów, nominacji do nagród i listów gratulacyjnych. Pokłosiem udziału w Międzynarodowych Salonach Fotograficznych (pod patronatem FIAP) było przyznanie Januszowi Wojcieszakowi (w 2015 roku) tytułu honorowego Artiste FIAP (AFIAP) oraz (w 2017 roku) tytułu Excellence FIAP (EFIAP) – tytułów nadanych przez Międzynarodową Federację Sztuki Fotograficznej FIAP, z siedzibą w Luksemburgu. W 2023 otrzymał stypendium Ministerstwa Kultury i Dziedzictwa Narodowego, w 2024 stypendium Marszałka Województwa Śląskiego. 

## Wybrane wystawy indywidualne
- „Dolomity – góry poprzez chmury” (2011)[26][27]
- „Miejsca obok nas” (2014)
- „W buku nadzieja” (2015)[28]
- „Taki pejzaż” (2016)[29][30]
- „ELFASA – Fotografia abstrakcyjna” (2018/2019)[24]
- „Pano” (Galeria Katowice 2020)[31]
- „Znikające mury” (Galeria Pusta, Katowice Miasto Ogrodów 2024)[32]
- „Ciągłość widzenia” (Galeria Katowice 2025)[25]
- „Struktury pejzażu” (Pałac Schoena Muzeum w Sosnowcu 2025)[33]

Źródło

## Wybrane wystawy zbiorowe
- „Natura 2000 w Województwie Śląskim” (2014)[34][35]
- „Oczami Śląskich Fotografów – II edycja” (2014)[36][37][38]
- „Digigraphie by Epson – nowy wymiar w sztuce kolekcjonerskiej” (2015)[39][40]
- „Festiwal Fotografii Industrialnej” (2016)

Źródło

## Publikacje (albumy)
- „Rawa”; wydawca: Rejonowe Przedsiębiorstwo Wodociągów i Kanalizacji w Katowicach (2006)[41]
- „DOLOMITY – Barwy i Światła Włoskich Szczytów”; wydawca: Wydawnictwo „Libea”[42][27]